# Bactrocera warisensis
Bactrocera warisensis är en tvåvingeart som beskrevs av White och Neal L. Evenhuis 1999. Bactrocera warisensis ingår i släktet Bactrocera och familjen borrflugor. Inga underarter finns listade.